# Women Writers' Suffrage League
La Women Writers' Suffrage League (« Ligue des écrivaines pour le droit de vote ») (WWSL) est une organisation suffragiste littéraire britannique, fondée en 1908 par Cicely Hamilton et Bessie Hatton (en) et dissoute en 1919.

## Histoire
L'organisation est fondée en 1908 dans le but d'« obtenir le droit de vote pour les femmes dans les mêmes conditions qu'il est, ou pourrait être, accordé aux hommes. Ses méthodes sont celles des écrivains – l'usage du stylo ». L'organisation se voit comme un groupe composés d'écrivains plutôt que comme une société littéraire : l'appartenance à l'organisation n'est pas basée sur le mérite littéraire, mais est accordée à quiconque a publié une œuvre écrite et a été payé pour cela. La ligue est inclusive et accueille des écrivains de tous les genres et tous les courants politiques, pour peu qu'ils soient suffragistes.
La WWSL est dissoute formellement le 24 janvier 1919, un an après le passage du Representation of the People Act 1918, qui accorde un droit de vote censitaire aux femmes de plus de 30 ans.

## Membres notables
La WWSL comporte plus d'une centaine de membres, dont plusieurs écrivaines suffragistes connues
- Edith Ayrton
- Marie Belloc Lowndes, vice-présidente
- Edith Ellis
- Sarah Grand
- Cicely Hamilton
- Bessie Hatton
- Beatrice Harraden
- Violet Hunt
- Alice Meynell
- Margaret Nevinson, trésorière
- Elizabeth Robins, présidente
- Olive Schreiner
- Evelyn Sharp
- May Sinclair